# Поздняково (Нижегородская область)
Поздняково — село в городском округе Навашинский Нижегородской области. Административный центр Поздняковского сельсовета (не является муниципальным образованием). В честь местных археологических находок получила название поздняковская культура.

## География
Село находится на юго-западе Нижегородской области на трассе Р125, в 6 километрах от Оки, по которой проходит граница с Владимирской областью. Расстояние для города Навашино — 11 километров.

### Улицы
Село имеет несколько улиц. Главная из них названа в честь Героя Советского Союза Николая Павловича Богатова (1923—1974), в годы Великой Отечественной войны водителя танка. Параллельно ей расположена улица Губкина, названная так в честь знаменитого уроженца села Ивана Михайловича Губкина — геолога, вице-президента Академии Наук СССР.

## История
Первоначальные сведения о церкви в селе Позднякове находятся в окладных книгах 1676 года. По этим книгам в Позднякове значится деревянная церковь Покрова Пресвятой Богородицы. В 1811 году вместо неё построен был каменный храм с колокольней на средства местного вотчинника князя С. М. Голицына и прихожан. Престолов в храме было два: главный в честь Покрова Пресвятой Богородицы, а в приделе теплом во имя преподобного Сергия Радонежского. В селе имелась земская народная школа, учащихся в 1896 году было 83.
В конце XIX — начале XX века село являлось центром Поздняковской волости Муромского уезда Владимирской губернии, с 1926 года — в составе Монаковской волости. В 1859 году в селе числилось 108 дворов, в 1905 году — 238 дворов, в 1926 году — 681 двор. 
С 1929 года село являлось центром Поздняковского сельсовета Муромского района Горьковского края. С 1944 года — в составе Мордовщиковского района (с 1960 года — Навашинский район) Горьковской области, с 2015 года — в составе городского округа Навашинский.

## Население
| 1859 | 1897  | 1905  | 1926  | 2002 | 2010 |
| ---- | ----- | ----- | ----- | ---- | ---- |
| 1161 | ↗1434 | ↗1623 | ↘1494 | ↘621 | ↘576 |

## Достопримечательности
В селе расположена действующая Церковь Покрова Пресвятой Богородицы (1811).